# Limnebius gracilipes
Limnebius gracilipes är en skalbaggsart som beskrevs av Thomas Vernon Wollaston 1864. Limnebius gracilipes ingår i släktet Limnebius och familjen vattenbrynsbaggar. Inga underarter finns listade i Catalogue of Life.